# クィントゥス・アエミリウス・パプス
クィントゥス・アエミリウス・パプス（ラテン語: Quintus Aemilius Papus、生没年不詳）は紀元前3世紀初頭の共和政ローマの政治家・軍人。紀元前282年と紀元前278年に執政官（コンスル）、紀元前275年には監察官（ケンソル）を務めた。

## 出自
プレブス（平民）であるアエミリウス氏族の出身。父のプラエノーメン（第一名、個人名）はグナエウス、祖父はルキウスである。ウィリアム・スミスは、パプスは紀元前225年の執政官ルキウス・アエミリウス・パプスの祖父としているが、カピトリヌスのファスティはルキウスの父をクィントゥス、祖父をグナエウスとしていることから、（執政官就任年度が60年と離れてはいるが）祖父ではなく父であると思われる。

## 経歴

### 一回目の執政官

ピュロス戦争時の南イタリア

紀元前282年、パプスは執政官に就任。同僚執政官はガイウス・ファブリキウス・ルスキヌスであった。執政官任期中パプスは北イタリアでガリア人のボイイ族に勝利し、他方ルスキヌスは南イタリアで戦っていた。ボイイに対する勝利で得た成果は大きく、この後50年以上にわたってガリア・キサルピナ（アルプスの南側のガリア人居住地域）は平穏であった。
同年、マグナ・グラエキア最大のギリシア人都市であるターレス（現在のターラント）がローマ艦隊を攻撃し、またローマの同盟市であるトゥリオイ（en、現在のカラブリア州東岸）を攻撃していた。この交渉のためにルキウス・ポストゥミウス・メゲッルスがターレスに派遣された。ローマは、トゥリオイで捕虜となったローマ駐屯兵の解放、（新ローマのため）追放された指導者達の帰還、略奪品の賠償、ローマ艦隊を攻撃した責任者の引渡しを求めた。このローマ使節はターレスで侮辱的な扱いを受け、ローマはターレスに宣戦布告、これが引き金となりピュロス戦争（紀元前280年 - 紀元前275年）が勃発した。
2年後の紀元前280年、ローマはヘラクレアの戦いでピュロスに敗北した。この捕虜交渉のためにパプスはルスキヌスとプブリウス・コルネリウス・ドラベッラと共にピュロスの元に派遣されている。

### 二度目の執政官（紀元前278年）
パプスは紀元前278年に二度目の執政官に就任。同僚執政官は再びルスキヌスであった。ピュロスはローマに戦術的な勝利を収めてはいたものの、その代償も大きく、もう一度ローマ軍、特にルスキヌスの指揮する軍、と激突するというリスクを犯したくなかった。それはローマにとっても同様であり、ピュロスの勝利を見て離反した同盟市を取り戻したかった。パプスとルスキヌスはピュロスの侍医がピュロス毒殺を計画していることを知ったが、これをピュロスに告げた。このことが講和交渉のきっかけとなり、ピュロスは腹心のキネアスをローマに派遣した。バルトホルト・ゲオルク・ニーブールはこれは偶然の出来事で計画されたことではないと考えている。ピュロスはシケリアへ去り、イタリア半島での彼の同盟国にローマが復讐するかどうかは、ローマの慈悲に委ねられた。
実際にはルスキヌスは執政官の残り期間中を南イタリアに遠征に費やし、ローマに戻って凱旋式を実施した。

### その後
パプスは紀元前275年に監察官に就任するが、同僚は再びルスキヌスであった。この年にプブリウス・コルネリウス・ルフィヌスを奢侈禁止令に反して10ポンドの銀製品を所有していたとして元老院から追放している。

## 参考資料
- ハリカルナッソスのディオニュシオス『ローマ古代誌』
- ポリュビオス『歴史』
- アッピアノス『ローマ史』
- 凱旋式のファスティ
- エウトロピウス『首都創建以来の略史』
- ティトゥス・リウィウス『ローマ建国史』
- ウァレリウス・マクシムス『著名言行録』
- T. Robert S. Broughton (The American Philological Association), The Magistrates of the Roman Republic: Volume I, 509 BC - 100 BC , New York Press of Case Western Reserve University (leveland, Ohio), coll.  "Philological Monographs, number XV, volume I,"1951, 578  p.
- この記事には現在パブリックドメインである次の出版物からのテキストが含まれている: Smith, William, ed. (1870). "Quintus Aemilius Papus". Dictionary of Greek and Roman Biography and Mythology (英語).